# Jacklyn Wu
Jacklyn Wu, de son vrai nom Wu Chien-lien (吳倩蓮, née le 3 juillet 1968) est une chanteuse et actrice taïwanaise ayant commencé sa carrière à Hong Kong en 1990.

## Biographie
Pour sa première apparition à l'écran, Benny Chan la dirige aux côtés d'Andy Lau dans A Moment of Romance (1990). Elle gagne la reconnaissance internationale pour son rôle dans Salé, Sucré (1994) d'Ang Lee dans lequel elle joue la seconde des trois sœurs.
Son plus grand succès critique est le film Eighteen Springs (1997) d'Ann Hui pour lequel elle est nommée au Hong Kong Film Award de la meilleure actrice et remporte le prix de la meilleure actrice de la Hong Kong Film Critics Society (en).
Elle apparaît également dans des séries télévisées taïwanaises, chinoises et singapouriennes. Elle se fait beaucoup plus discrète depuis les années 2000, sa dernière apparition à l'écran étant en 2004 dans le film La Voie du Jiang Hu.

## Discographie
- Love is Simple (1994)
- Inner Drama (1995)
- Terribly Upset (1995)
- Waiting Because of Love (1995)
- Come Back Home (1996)
- Hope (1997)

## Filmographie

### Cinéma
- 1990 : A Moment of Romance
- 1991 : The Royal Scoundrel
- 1991 : Casino Raiders 2
- 1992 : Three Summers
- 1993 : Le Vagabond
- 1993 : A Moment of Romance 2
- 1994 : Beginner's Luck
- 1994 : Salé, Sucré
- 1994 : The Returning
- 1994 : L'Arnaqueur de Hong Kong
- 1994 : Love and the City
- 1994 : Treasure Hunt
- 1994 : How Deep Is Your Love
- 1994 : Oh! My Three Guys
- 1994 : In Between
- 1994 : To Live and Die in Tsimshatsui
- 1995 : The Adventurers
- 1995 : The Phantom Lover
- 1995 : Peace Hotel
- 1995 : Only Fools Fall in Love
- 1995 : Mean Street Story
- 1995 : Dream Lover
- 1996 : Beyond Hypothermia
- 1996 : A Moment of Romance 3
- 1997 : Eighteen Springs
- 1997 : Walk In
- 1997 : All's Well, Ends Well 1997
- 1997 : Intruder
- 1997 : Dragon Town Story
- 1998 : Ninth Happiness
- 1999 : Sorry Baby
- 2002 : Venus
- 2004 : La Voie du Jiang Hu

### Télévision
- 1998 : The Return of the Condor Heroes
- 2001 : The Colour of Money
- 2004 : The Game of Killing
- 2005 : The Story of Han Dynasty
- 2005 : Ruan Lingyu
- 2006 : Empress Dowager Feng of the Northern Wei Dynasty